# Su desconsolada esposa
Su desconsolada esposa es una película española de 1957 dirigida por Miguel Iglesias. Es una comedia basada en la obra teatral que, con idéntico título, habían estrenado en su día Antonio Paso y Salvador Martínez Cuenca, quienes, en realidad, tradujeron y adaptaron la obra francesa Un réveillon au pèrelachaise, original de Pierre Veber y Henry de Gorsse. Fue rodada en Hispanoscope y Eastmancolor.

## Sinopsis
En la conserjería del cementerio se celebra la Nochebuena con el conserje, su esposa, su hija menor y un par de amigos. A última hora ´se les une la hija mayor, Dora, una famosa cantante cuyo novio —César— la ha dejado plantada a última hora. Cuando están sentados a la mesa, suena una alarma que indica que una persona enterrada puede estar viva. Se trata de Antonio Retama, un acomodado empresario dado erróneamente por muerto unos días antes cuando en realidad estaba cataléptico.
Mientras tanto, César se ha reunido con Magdalena, que no es otra que la esposa de Antonio. Ambos son antiguos amigos, ella está necesitada de consuelo por su presunta viudedad y él ha preferido la compañía de Magdalena a la de su novia Dora. Antonio decide volver a su casa. Allí se suceden una serie de equívocos motivados por la aparición del supuesto difunto. Finalmente, Antonio se indigna por el hecho de que su esposa haya tardado cuatro días en estar con otro hombre y decide irse de casa.
Impactado por su transitoria muerte y posterior resurrección, Antonio decide dedicarse a la música, su gran afición. Se establece en una casa junto al mar en compañía de Dora, la familia de ella y un grupo de artistas para preparar su espectáculo. Dora añora a César y le escribe una carta anónima revelándole su paradero. César se presenta en la casa en compañía de Magdalena, la madre de esta y la policía acusando a Antonio de adulterio. Finalmente se aclara la situación, Antonio y Magdalena vuelven a estar juntos y Dora perdona a César su infidelidad y se comprometen en matrimonio.

## La productora
La compañía Concha Films había sido constituida ese mismo año 1957 por Justo Ortiz. Su única producción fue esta película, diseñada para el lucimiento de Conchita Ortiz, hija del productor. Este tuvo algún tipo de concierto con Hispanoscope, pues, al estar la productora ubicada en Barcelona, otorgó poderes a Pérez Palacios y Lerroux —creadores del sistema anamórfico para proyectar en pantalla panorámica— a fin de que representaran a Concha Films ante las distintas administraciones públicas.

## El guion
En 1917 se estrenó en el Grand Guignol de París la obra Un réveillon au Père-Lachaise, escrita por Pierre Veber y Henry de Gorsse. A diferencia de la mayoría de las obras representadas en ese teatro, no se trataba de una obra de terror—a pesar de iniciarse la acción en un cementerio y contar con un difunto vuelto a la vida— sino de una comedia; y no era breve, sino que constaba de tres actos. En 1924 llegó a España, traducida y adaptada por Antonio Paso y Salvador Martínez Cuenca con el título de Su desconsolada esposa, siendo estrenada en el Teatro de la Comedia de Madrid. La obra era conocida por el público español, pues había vuelto a los escenarios en 1932, 1940 y 1950, y la compañía de Paco Martínez Soria la acababa de representar nuevamente en 1957 en su Teatro Talía de Barcelona.
Los títulos de crédito de la película dicen que el guion es obra de Alejandro Dimas Pérez, que no es sino un pseudónimo de Ángel Pérez Palacios, uno de los creadores del sistema Hispanoscope. Este hecho demuestra la relación que había entre la productora del filme y la compañía que ofrecía las cámaras anamórficas. Figura como autor de «arreglos» —probablemente una versión definitiva del guion tras revisar el trabajo de Pérez Palacios— el escritor Noel Clarasó, especializado en obras humorísticas.

## Dirección
Miguel Iglesias fue el elegido para dirigir la película. Con anterioridad había realizado filmes policíacos estimables, como El fugitivo de Amberes o El cerco, las dos de 1955. Además, era el director español con mayor experiencia en el rodaje de películas en formato panorámico Hispanoscope, pues había dirigido con anterioridad No estamos solos y Los ojos en las manos, ambas de 1956. Pese a ello, su uso de la pantalla ancha no ha sido considerado especialmente hábil debido al exceso de interiores y el amontonamiento de los personajes. Solo en las secuencias rodadas en escenarios naturales de la costa y en algunas situadas en el moderno apartamento del protagonista se percibe un uso acertado del formato.

## Reparto
| - Conrado San Martín — Antonio Retama - Michel Codey — Magdalena - Paco Martínez Soria — Padre de Dora - Jesús Puche — Simón - Juan Velilla — Obdulio - Juan Ribe - Juan Eulate - Luis Vilar - Juanita Sánchez - Salvador Garrido - Teresa Beltrán - Adrián Jaramillo - José Dacosta | - Conchita Ortiz — Dora «La Cometa» - Carmen Porcel — Soledad Martínez - Juanita Salazar — Doña Gala - Jesús Colomer — Castañuela - Ramón Vacaro — Vecino de Antonio - Enrique Aycart - Aurelio Pardo - José Vidal - Angelita Ruiz - Josefina Sabe - Santiago Ortiz - A. Díaz del Castillo - Enrique Planas - Luis Carcasona | - Antonio Almorós — César - Mary Carmen Yepes — Paula - Mercedes Gil — Casilda - María Teresa Serrano — Mary - Ramón Quadreny — Amigo del vecino - José Soler - Raymon River - Susana Díaz - José Zaro - Mariano Ortiz - Jesús Barcelona - Manuel Brochud - Antonio Rivelles |

## Valoración oficial
La valoración de la Administración fue pobre, pues clasificó la película en Segunda B. Esto suponía un claro perjuicio para la productora, de manera que se procedió realizar cambios en el montaje y a añadir «nuevas y costosas secuencias», tras lo que se recurrió la clasificación. A la vista de los cambios, la junta modificó la clasificación a Segunda A, lo que permitió importar películas y recuperar una cuarta parte de la inversión.